# كارل كورت
كارل كورت (بالإنجليزية: Carl Cort)‏ هو لاعب كرة قدم غياني وبريطاني في مركز الهجوم، ولد في 1 نوفمبر 1977 في ساوثوورك في المملكة المتحدة. شارك مع منتخب إنجلترا تحت 21 سنة لكرة القدم ومنتخب غيانا لكرة القدم. أما مع النوادي، فقد لعب مع تامبا باي راوديز وليستر سيتي ونادي برينتفورد ونادي لينكولن سيتي ونادي ويمبلدون ونورويتش سيتي ونيوكاسل يونايتد ووولفرهامبتون واندررز.

## وصلات خارجية
- كارل كورت على موقع قاعدة بيانات كرة القدم.إي يو (الإنجليزية)
- كارل كورت على موقع ناشيونال فوتبول تيمز (الإنجليزية)
- كارل كورت على موقع Soccerbase.com (لاعب) (الإنجليزية)
- كارل كورت على موقع Soccerway.com (الإنجليزية)
- كارل كورت على موقع عالم كرة القدم.نت (الإنجليزية)